# Australia's Next Top Model (seconda stagione)

## Svolgimento
La seconda stagione di Australia's Next Top Model è andata in onda tra il 4 gennaio ed il 16 febbraio 2006 sul canale FOX8; la location è stata Sydney e le aspiranti modelle partecipanti 13 (inizialmente 12, con una sostituzione a gara iniziata). La vincitrice, Eboni Stocks, ha portato a casa un contratto di due anni con la Chic Model Management, un servizio di otto pagine su Cleo Magazine, un viaggio pagato per New York, biancheria intima firmata pari a 1500 dollari e un cellulare Samsun E530.

### Curiosità
- Nel video promozionale di questa stagione, non figura proprio Eboni, sostituita dalla precedente vincitrice Gemma Sanderson; il volto di Eboni è stato inserito nel video di seguito
- La prima prova da affrontare per le 12 ragazze iniziali non è stata una sfilata, né un servizio fotografico, bensì un percorso di guerra, che doveva provare ai giudici quanto le ragazze fossero in grado di lottare per ottenere la vittoria; alla fine di questo, Sasha viene eliminata, con grande sorpresa di tutte, per essere poi sostituita da Madeleine
- Durante la competizione, Eboni ha dovuto abbandonare a causa di un malessere, ma non ne ha voluto sapere di rinunciare del tutto; solo dopo una settimana era nuovamente in gioco

## Concorrenti

### In ordine di eliminazione
(L'età si riferisce al tempo della messa in onda del programma)
| Concorrente           | Età | Provenienza                                     | Altezza | Posizione     |
| --------------------- | --- | ----------------------------------------------- | ------- | ------------- |
| Sasha Greenoff        | 22  | Darwin, Territorio del Nord                     | 176 cm  | 13.           |
| Natalie Guiffre       | 19  | Perth, Australia Occidentale                    | 179 cm  | 12./11.       |
| Rebecca Pian          | 18  | Melbourne, Victoria                             | 180 cm  | 12./11.       |
| Sophie Miller         | 18  | Brisbane, Queensland                            | 180 cm  | 10.           |
| Sarah Lawrence        | 19  | Perth, Australia Occidentale                    | 180 cm  | 9.            |
| Hiranthi Warusevitane | 21  | Canberra, Territorio della Capitale Australiana | 170 cm  | 8.            |
| Caroline Mouflard     | 18  | Byron Bay, Nuovo Galles del Sud                 | 175 cm  | 7. (ritirata) |
| Lara Cameron          | 18  | Perth, Australia Occidentale                    | 173 cm  | 6.            |
| Louise Van Brussell   | 20  | Adelaide, Australia Meridionale                 | 176 cm  | 5.            |
| Madeleine Rose        | 18  | Sydney, Nuovo Galles del Sud                    | 175 cm  | 4.            |
| Simone Viljoen        | 19  | Canberra, Territorio della Capitale Australiana | 174 cm  | 3.            |
| Jessica French        | 20  | Brisbane, Queensland                            | 178 cm  | 2.            |
| Eboni Stocks          | 19  | Hobart, Tasmania                                | 182 cm  | Vincitrice    |

## Summaries

### Ordine di eliminazione
| Order | Episodi   | Episodi   | Episodi   | Episodi   | Episodi   | Episodi   | Episodi   | Episodi | Episodi |  |
| Order | 1         | 2         | 3         | 4         | 5         | 6         | 7         | 8       | 8       |  |
| ----- | --------- | --------- | --------- | --------- | --------- | --------- | --------- | ------- | ------- |  |
| 1     | Eboni     | Madeleine | Louise    | Madeleine | Simone    | Eboni     | Jessica   | Eboni   | Eboni   |  |
| 2     | Caroline  | Simone    | Madeleine | Simone    | Madeleine | Simone    | Eboni     | Jessica | Jessica |  |
| 3     | Jessica   | Jessica   | Lara      | Eboni     | Louise    | Jessica   | Simone    | Simone  |         |  |
| 4     | Simone    | Eboni     | Simone    | Lara      | Jessica   | Madeleine | Madeleine |         |         |  |
| 5     | Louise    | Lara      | Caroline  | Louise    | Lara      | Louise    |           |         |         |  |
| 6     | Lara      | Caroline  | Eboni     | Jessica   | Caroline  |           |           |         |         |  |
| 7     | Hiranthi  | Louise    | Hiranthi  | Caroline  | Eboni     |           |           |         |         |  |
| 8     | Madeleine | Hiranthi  | Jessica   | Hiranthi  |           |           |           |         |         |  |
| 9     | Sophie    | Sarah     | Sarah     |           |           |           |           |         |         |  |
| 10    | Sarah     | Sophie    |           |           |           |           |           |         |         |  |
| 11    | Natalie   |           |           |           |           |           |           |         |         |  |
| 12    | Rebecca   |           |           |           |           |           |           |         |         |  |
| 13    | Sasha     |           |           |           |           |           |           |         |         |  |

- Nel primo episodio, dopo una sorta di percorso di guerra, Sasha viene eliminata per non aver dato il proprio meglio; viene sostituita da Madeleine. Davanti ai giudici, Natalie e Rebecca finiscono al ballottaggio, ed entrambe vengono eliminate
- Nel quinto episodio, Caroline abbandona la competizione; durante il servizio fotografico, Eboni viene ricoverata d'urgenza in ospedale per un'improvvisa perdita di sensibilità al braccio, tornando poi in gara durante il sesto episodio

     La concorrente è stata eliminata al di fuori della puntata in studio
     La concorrente entra in sostituzione di Sasha
     La concorrente è stata eliminata
     La concorrente ha lasciato temporaneamente la gara
     La concorrente ha lasciato la gara volontariamente
     La concorrente ha vinto la competizione

### Servizi
- Episodio 1: Nude coperte di gioielli
- Episodio 2: Biancheria intima
- Episodio 3: Sirene con emozioni
- Episodio 4: Pioniere
- Episodio 5: Costumi da bagno con modelli
- Episodio 6: Cheerleaders
- Episodio 7: Sospese con scarpe d'alta moda
- Episodio 8: Beauty shots ombreggiati